# Judaisme català

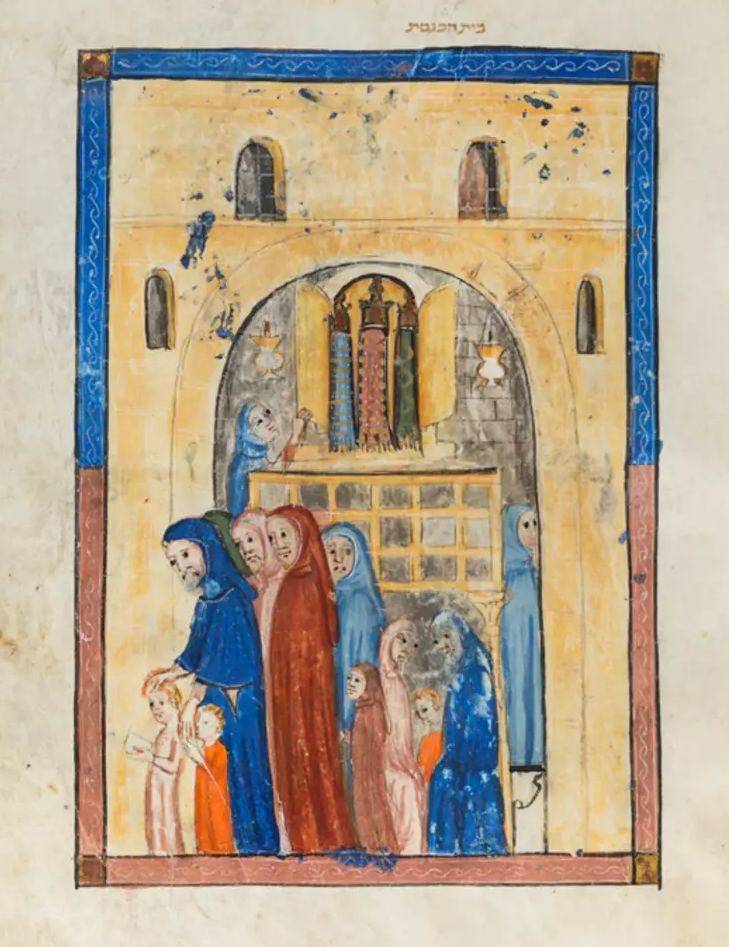
Sinagoga a Catalunya. Haggadà de Sarajevo, Barcelona ca. 1350.

Judaisme català (en hebreu: יהדות קטלוניה) és la comunitat jueva que va viure a la península ibèrica, a les terres de Catalunya, València i Mallorca fins l'expulsió del 1492. La seva esplendor va ser als segles XII al XIV, en els quals van prosperar dos centres importants d'ensenyament de la Torà a Barcelona i Girona. La comunitat jueva catalana va desenvolupar característiques úniques, que inclouen costums, un ritu de pregària (nússaḥ Catalunya), i una tradició pròpia en l'emissió de dictàmens legals (halakhà). Tot i que els jueus de Catalunya tenien costums i ritus d'oració diferents als de Sefarad, avui dia se'ls sol incloure en la comunitat dels jueus sefardites.
Arran dels avalots de 1391 i l'expulsió del 1492, els jueus que no es convertiren al cristianisme es van veure obligats a emigrar a Itàlia, l'Imperi Otomà, el nord d'Àfrica i la Terra d'Israel.

## Història primerenca
Els historiadors afirmen que els jueus van arribar a la península Ibèrica abans de la destrucció del Segon Temple, tot i que pel que fa a restes arqueològiques, les làpides funeràries més antigues que s'han trobat, i que testimonien l'existència de comunitats jueves, daten del segle iii.
El terme Aspàmia deriva del nom Hispània i es refereix a la península Ibèrica en l'època romana. A principis del segle v, la dominació romana a la Península va caure en mans dels visigots. Durant el període visigot es van emetre nombrosos decrets contra els jueus i, de vegades, van ser obligats a convertir-se al cristianisme o ésser expulsats.
L'any 711 els musulmans van començar la conquesta de la península Ibèrica. Les zones conquerides que van quedar sota domini de l'Islam van ser anomenades al-Àndalus (en àrab: الأندلس). No sabem gaire cosa sobre la història dels jueus al començament del domini islàmic, però tenim constància que els jueus van començar a emprar el terme Sefarad per referir-se a aquestes terres.
En un procés de reocupació territorial anomenat Reconquesta, els regnes cristians van anar conquerint de nord a sud tots els territoris islàmics. Amb la reconquesta cristiana, els territoris ocupats pels regnes de Castella i Portugal també van ser anomenats pels jueus Sefarad, mentre que Catalunya i els altres regnes del nord van ser anomenats Edom o Esaú.
El procés de reconquesta de Catalunya va començar sota els auspicis dels reis francs, que van fer recular els musulmans que havien aconseguit travessar els Pirineus a la batalla de Poitiers l'any 732. Totes les terres alliberades del domini islàmic es van convertir en comtats i van romandre sota l'organització administrativa dels francs. Els comtats catalans, liderats pels comtes de Barcelona, es van anar deslligant poc a poc dels francs i van començar a governar de forma independent. Catalunya Vella esdevingué una zona de contenció (Marca Hispànica) contra la propagació de l'Islam. Els jueus es traslladaren sovint de Sefarad (la zona musulmana) a les terres del nord (els regnes cristians), i viceversa. El fet que molts d'ells parlessin la llengua àrab i també les llengües romàniques els ajudà a servir de torsimanys i adquirir posicions importants tant en els governs musulmà com als cristians. Els jueus posseïen camps i vinyes i molts d'ells es dedicaven a l'agricultura.
En aquest període primerenc, els savis jueus de Catalunya que volien completar els seus estudis talmúdics solien anar a estudiar a les acadèmies talmúdiques (yeixivot) del sud. També els qui volien estudiar ciències o lingüística solien anar a Sefarad, tal com va fer rabí Menaḥem ben Saruq (920-970), que va néixer a la ciutat catalana de Tortosa i es va traslladar amb tota la seva família a Còrdova per estudiar i dedicar-se a la llengua hebrea sota el patrocini del governador Xemuel ibn Nagrel·la.
Les primeres evidències d'un important assentament jueu a Barcelona i Girona són del segle ix. Sabem que als segles xi i xii a Barcelona hi havia un tribunal rabínic (Bet Din) i un important centre d'ensenyament de la Torà. En aquest període Barcelona esdevingué una baula en la cadena de transmissió dels ensenyaments dels Gueonim.
Els rabins que coneixem d'aquesta època son rabí Yitsḥaq ben Reuven al-Bargeloní (1043-?), rabí Yehudà ben Barzilay ha-Barceloní, anomenat Yehudà ha-Nassí de Barcelona (final del segle xi, començament del segle xii) i rabí Avraham bar Ḥiyya Nassí (finals del segle xi, primera meitat del segle xii). Sabem que dos dels grans savis de Provença, rabí Yitsḥaq ben Abba Mari (1122-1193) i rabí Avraham ben rabí Yitsḥaq (1110-1179), van traslladar-se a Barcelona.
Catalunya es va unir amb Provença l'any 1112 i amb l'Aragó l'any 1137, i d'aquesta manera Barcelona va esdevenir la capital del regne unificat que s'anomenà Corona d'Aragó. Els reis de la Corona d'Aragó van estendre els seus dominis als països occitans.

## Segles XII i XIII
]

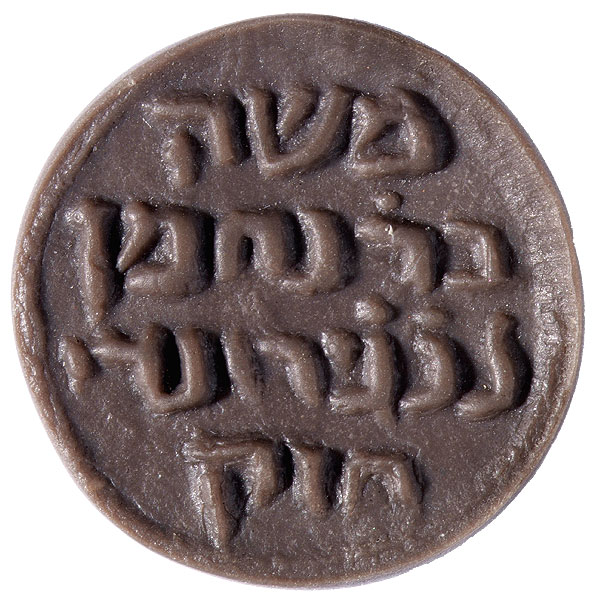
Segell atribuït a Nahmànides [Còpia del Museu d'Història dels Jueus de Girona

Als segles xii i xiii van prosperar les acadèmies talmúdiques. A la ciutat de Girona s'hi van destacar els grans rabins i cabalistes Ezra i Azriel bené Xelomó (finals del segle xii, principis del segle xiii) alumnes del famós rabí Yitsḥaq el Cec (1160-1235), fill de rabí Avraham ben David (Raabad) de Posquières (1120-1198). També podem incloure rabí Yaaqov ben Xéixet (segle xii) entre els cabalistes gironins d'aquest període. De Girona també fou rabí Avraham ben Yitsḥaq he-Ḥazan (segles XII-XIII) autor del piyyut Aḥot qetanà (germana petita). De la ciutat de Girona va sorgir el més gran del savis de Catalunya, rabí Moixè ben Naḥman (Ramban, o Nahmànides) (1194-1270), el nom català del qual fou Bonastruc ça Porta.
Tot i que la ciutat de Girona va ser un important centre de Torà que comptava amb un Bet Midraix (casa d'estudi) dedicat a l'estudi de la Càbala, la ciutat principal fou Barcelona, on el Ramban va exercir com a cap de la comunitat. Durant aquest període van exercir a Barcelona rabí Yona Girondi (1210-1263) i els seus famosos alumnes rabí Aharon ben Yossef ha-Leví de Barcelona (Reah) (1235-1303) i rabí Xelomó ben Adret (Raixba) (1235-1310). També van exercir a Barcelona rabí Aixer ben Yeḥiel (Roix) (1250-1327), el seu fill rabí Yaaqov ben Aixer (Baal ha-Turim) (1269-1343), i rabí Yom Tov ben Avraham ha-Sevilli (Ritba) (1250-1330), alumnes del Raixba i del Reah. Es pot dir que en aquella època Barcelona esdevingué el centre d'estudis talmúdics més important de tota la jueria europea.

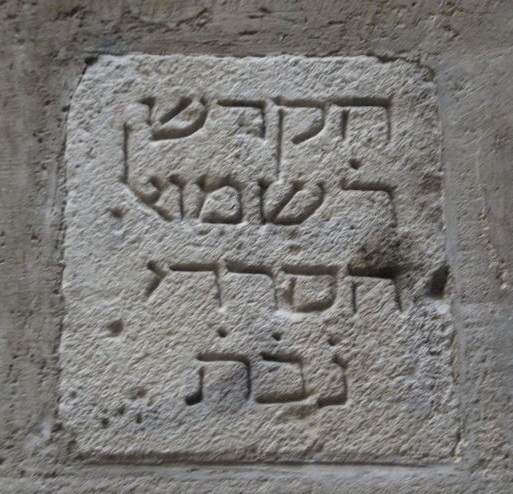
Heqdeix del rabí Samuel ha-Sardi a la Ciutat Vella de Barcelona.

A la Catalunya del segle xiii els jueus van ser víctimes de libels de sang, i se'ls va obligar a vestir un senyal distintiu anomenat rodella. Les autoritats van prohibir als jueus exercir càrrecs públics i se'ls va obligar a participar en disputes públiques amb representants del cristianisme, com per exemple la Disputa de Barcelona de l'any 1263 en la qual hi va participar el Ramban com a representant del judaisme. Els jueus eren propietat privada dels monarques que els cobraven impostos a canvi de protecció.
Els reis de la Corona d'Aragó van expandir els dominis catalans i van conquerir Mallorca, València, Eivissa i Menorca. L'any 1258 van signar el tractat de Corbeil amb el rei franc pel qual renunciaren als seus drets sobre les terres occitanes. A canvi, els francs van renunciar a les seves demandes sobre les terres catalanes.

## Segle XIV

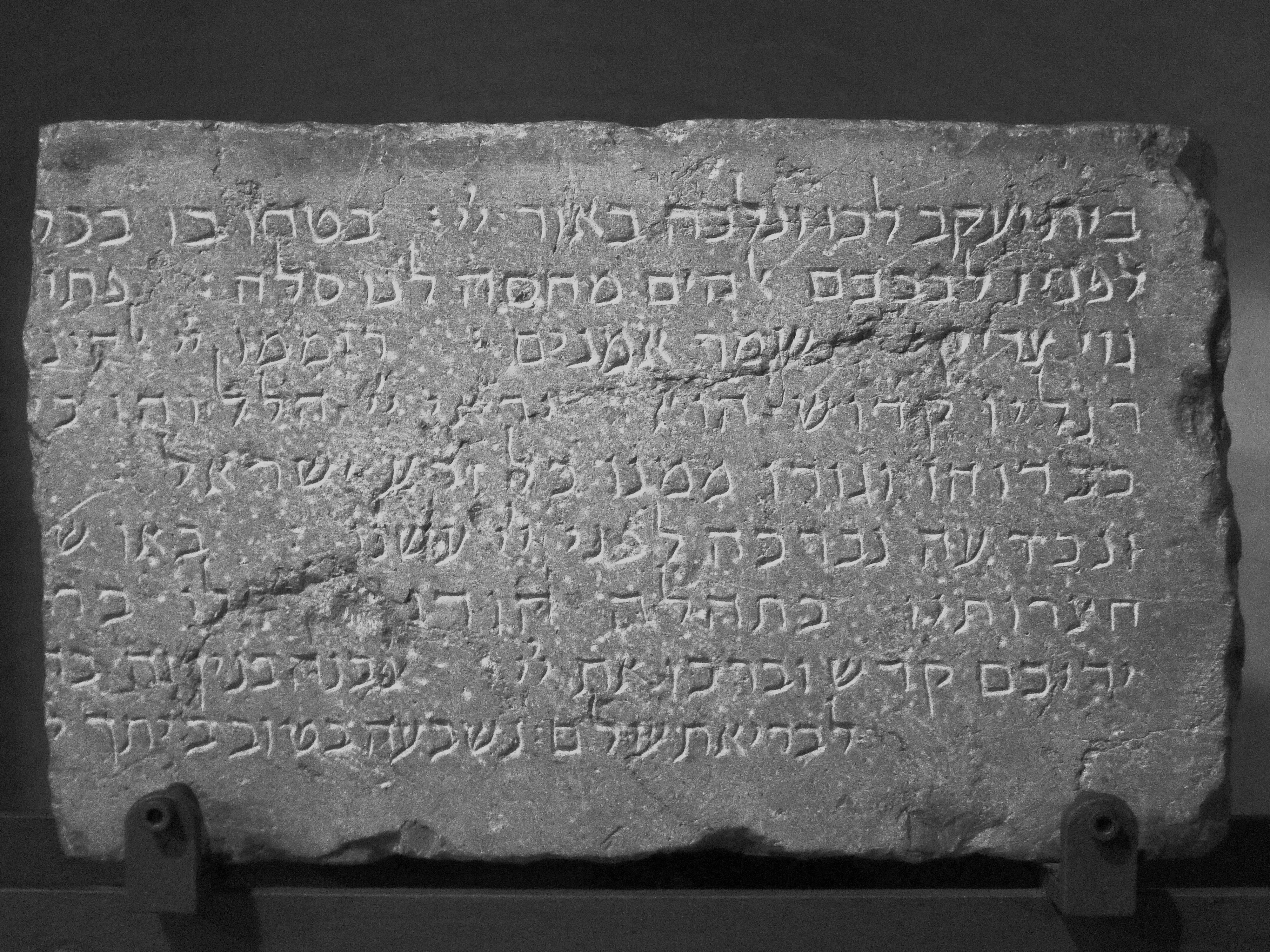
Làpida commemorativa de la sinagoga a Girona (segle XIV).

Al segle xiv el fanatisme cristià es va imposar a tota la península ibèrica i hi van haver moltes persecucions contra els jueus. Podem anomenar entre els savis de Catalunya d'aquest període a rabí Pérets ben Yitsḥaq ha-Kohen (1304-1370) que va néixer a Provença però va exercir a Barcelona, rabí Nissim ben Reuven Girondi (Ran) (1315-1376) que va exercir com a rabí de Barcelona, rabí Ḥasday ben Yehudà Cresques (el vell), rabí Yitsḥaq bar Xéixet Perfet (Ribaix) (1326-1408), rabí Ḥasday ben rabí Avraham Cresques (Raḥaq) (1340-1412), rabí Yitsḥaq ben Moixè ha-Leví (Profiat Duran, ha-Efodí) (1350-1415), i rabí Ximon ben Tsémaḥ Duran (Raixbats) (1361-1444). D'aquest mateix període podem incloure el cartògraf de Mallorca Avraham Cresques (segle XIV) i el poeta Xelomó ben Meixul·lam de Piera (1310/50-1420/25).

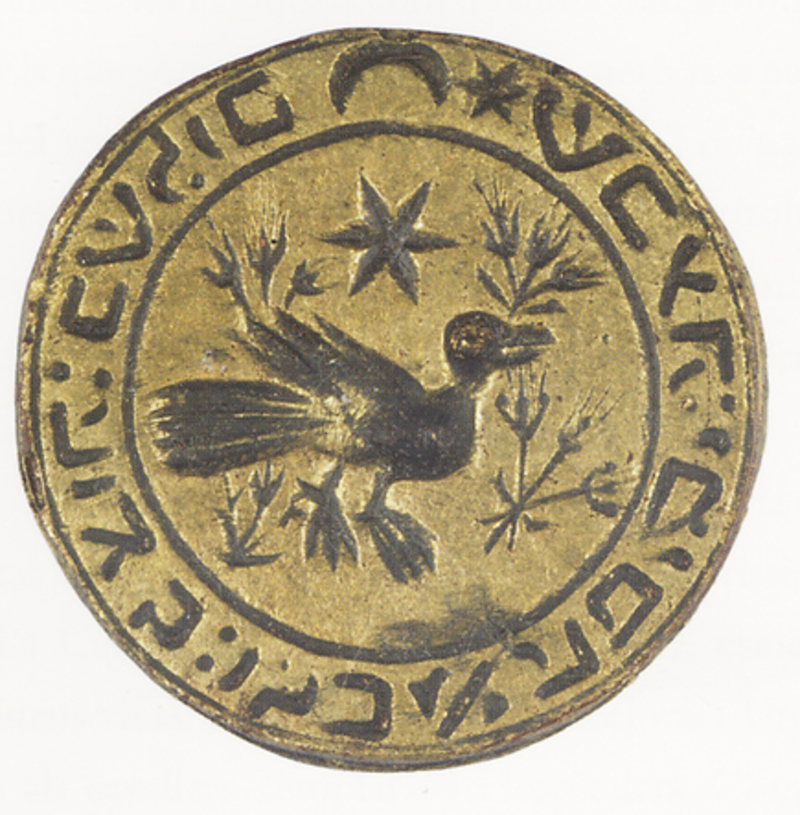
Segell per a les Matsot (pans àzims) [Còpia del Museu d'Història dels Jueus de Girona].

Rabí Nissim ben Reuven Girondi (Ran) va reprendre l'activitat de la yeixivà de Barcelona en els anys 50 i 60, després que la comunitat jueva es va veure fortament afectada per la Pesta Negra l'any 1348. L'any 1370 els jueus de Barcelona van ser víctimes d'un cas de libel de sang, uns quants jueus foren assassinats i els adenantats de la comunitat van ser empresonats a la sinagoga durant uns quants dies sense menjar.
A finals de segle van esdevenir els avalots de 1391 i, com a resultat dels disturbis molts jueus van ser obligats a convertir-se al cristianisme i molts d'altres van morir màrtirs. D'altres van poder fugir al Nord d'Àfrica (com per exemple el Ribaix i el Raixbats), Itàlia i l'Imperi Otomà. Va ser el final de les comunitats de València i Barcelona, la comunitat de Mallorca va aguantar fins a l'any 1435, en què els jueus van ser obligats a convertir-se al cristianisme; la comunitat de Girona va aguantar a males penes fins l'expulsió de 1492.
Rabí Ḥasday Cresques, en una carta que envià a la comunitat jueva d'Avinyó ens ofereix un relat dels disturbis de 1391. En resum, podem concloure del seu relat que els disturbis van començar el dia primer del mes hebreu de Tamuz (diumenge, 4/6/1391) a Sevilla, Còrdova, Toledo i prop de setanta localitats més. A partir del dia set del mes d'Av (diumenge, 9/7/1391) es van estendre a altres comunitats de la Corona d'Aragó: València, Barcelona, Lleida, Girona i Mallorca. Durant els avalots de 1391 es van destruir la majoria de les comunitats jueves de Sefarad, Catalunya i l'Aragó.
Durant els segles XIII, XIV i XV els reis de la Corona d'Aragó van expandir el territori cap a les terres de la mediterrània, es van conquerir Sicília (1282), Còrsega (1297-1516), Atenes (1311), Neopàtria (1318), Sardenya (1323-1326) i Nàpols (1435-1442).

## Segle XV
El segle xv va ser molt dur per a la vida jueva a la península Ibèrica. Les comunitats que van sobreviure als avalots de 1391 van haver de fer front a una gran pressió per part de l'Església i de la població cristiana. Els reis, que es trobaven en una situació econòmica difícil, van imposar pesats impostos a les comunitats jueves. La vida dels jueus conversos al cristianisme tampoc no va ser fàcil, l'Església els va titllar de cristians nous i els va tenir sempre sota sospita, ja que molts d'ells acceptaren el cristianisme només de cara a fora però mantingueren el judaisme en secret. La Inquisició va perseguir i castigar els cristians nous que observaven els manaments del judaisme.
A Catalunya es va celebrar una de les disputes més llargues que hi va haver a l'edat mitjana, la famosa Disputa de Tortosa (1413-1414). Al segle xv trobem a Catalunya el poeta Xelomó ben Reuven Bonafed.
L'any 1469 es casaren el rei Ferran d'Aragó (1452-1516) i la reina Isabel de Castella (1451-1504) unificant d'aquesta manera els dos regnes. L'any 1492 van completar la reconquesta amb la derrota del Regne de Granada i van expulsar els jueus de tots els seus regnes.

## La diàspora dels jueus de Catalunya
El primer grup de jueus exiliats de Catalunya va sortir arran dels avalots de 1391, es van dirigir principalment a Itàlia (Sicília, Nàpols, Roma, Liorna), el nord d'Àfrica (Algèria) i l'Imperi Otomà (principalment Salònica, Constantinoble i Érets Yisrael). El segon grup va sortir a l'exili arran de l'edicte d'expulsió dels Reis Catòlics. L'Edicte va ser decretat el 31 de març de 1492, i es va donar temps als jueus per vendre les seves propietats i marxar fins al 31 de juliol, que segons el calendari hebreu va caure aquell any les vespres del vuit del mes Av, la qual cosa vol dir que els jueus es van trobar viatjant en els vaixells expulsats el dia 9 d'Av. Una gran quantitat de jueus es van convertir al cristianisme per tal quedar-se a Catalunya.

### L'Assentament a Itàlia
Part dels jueus catalans exiliats van arribar a Itàlia i trobaren refugi a Sicília, Nàpols, Liorna i la ciutat de Roma.

#### Sicília

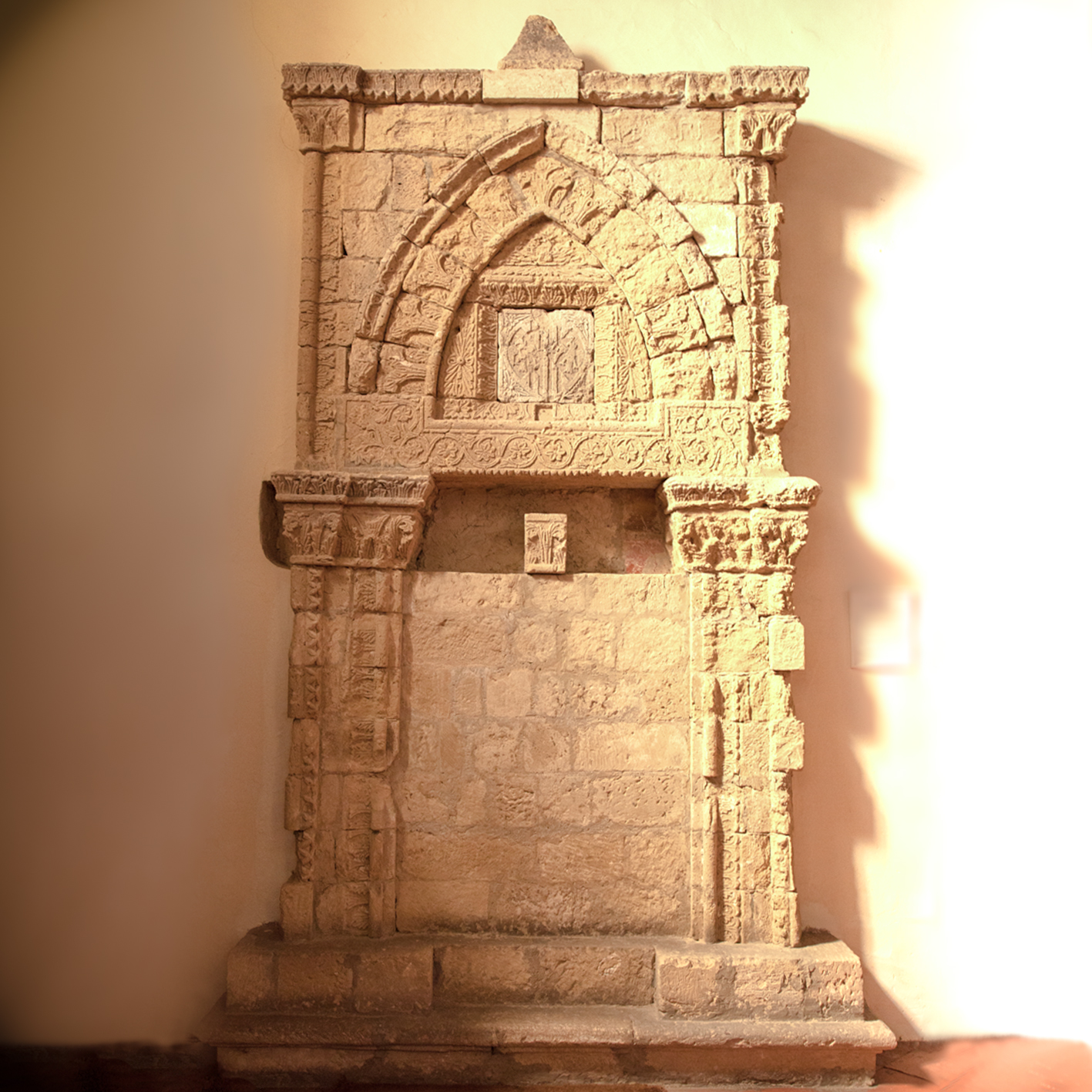
Aron ha-Qodeix o Armari per als rotlles de la Torà de la comunitat jueva catalana d'Agira, Sicília (1453).

A Sicília, sabem que s'hi van assentar jueus provinents de la península Ibèrica des del segle xi. El famós cabalista rabí Avraham Abulàfia (1240-1291), que va estudiar molts anys a Catalunya, es va instal·lar a Sicília, on va escriure la major part de les seves obres. Sicília formà part durant molts anys de la corona catalano-aragonesa i les comunitats jueves van romandre a l'illa fins a finals del segle xv, amb l'ordre d'expulsió dels jueus de l'illa el 18 de juny de 1492. Tenim coneixement de l'existència d'una comunitat jueva catalana a l'illa gràcies a la identificació d'un manuscrit del segle xiv com a Siddur nússaḥ Catalunya. L'any 2017 es va redescobrir a la ciutat d'Agira (Enna) un antic Aron ha-Qodeix (l'armari sagrat de la sinagoga on es desen els rotlles de la Torà) de pedra. Va ser trobat a l'església del Sancta Sanctorum Salvatore i commemora la construcció de la sinagoga dels jueus catalans l'any 1453, es tracta de l'Aron ha-Qodeix més antic d'Europa.

#### Roma

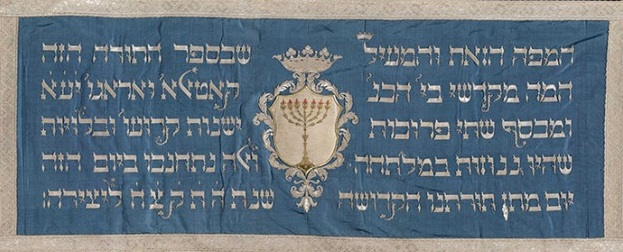
Faixa de la sinagoga catalano-aragonesa de Roma (1838).

Els jueus catalans es van exiliar també a la ciutat de Roma. L'any 1517, la comunitat jueva catalana de Roma estava ben organitzada i va construir una sinagoga pròpia que seguia el minhag Catalunya (Schola hebreorum Nationis Catalanorum). L'any 1519, el Papa Lleó X (1475-1521) els atorgà un permís per eixamplar la comunitat i traslladar la sinagoga a uns apartaments nous, els va permetre fer reformes per tal d'adequar-los i convertir-los en un lloc d'oració segons el seu ritus. A finals de 1527, la comunitat catalana i la comunitat aragonesa van decidir unir-se. La sinagoga conjunta de Catalunya i Aragó va canviar de lloc una altra vegada el 1549. L'any 1555, la comunitat va aprovar les despeses per a la construcció d'una altra sinagoga. Tenim testimonis que la comunitat catalano-aragonesa va lluitar per tal de no fusionar-se amb les comunitats sefardites. Totes les altres comunitats provinents de la península ibèrica es van fusionar en una sola comunitat ibèrica unida de Roma, excepte els catalans que es van unir als aragonesos. Amb l'establiment del ghetto l'any 1555, la comunitat catalana va aguantar per separat tenint la seva pròpia sinagoga. En un cens realitzat l'any 1868 es pot observar que del total de 4995 jueus que hi havia a Roma, 838 pertanyien a la comunitat de Catalunya. El 1904 la sinagoga catalana va acabar unint-se a les altres sinagogues de Roma formant una única sinagoga que fou construïda a la ribera del riu Tiber. Des de llavors no tenim informació de la comunitat catalana.

### L'Assentament a l'Imperi Otomà
Els jueus exiliats de Catalunya van arribar també a l'Imperi Otomà, on s'organitzaren en comunitats segons el lloc d'origen que s'anomenaren Qehalim. Hi va haver Qehalim catalans a Istanbul, Edirne, Salònica i Safed, entre d'altres. 

#### La comunitat jueva catalana de Salònica

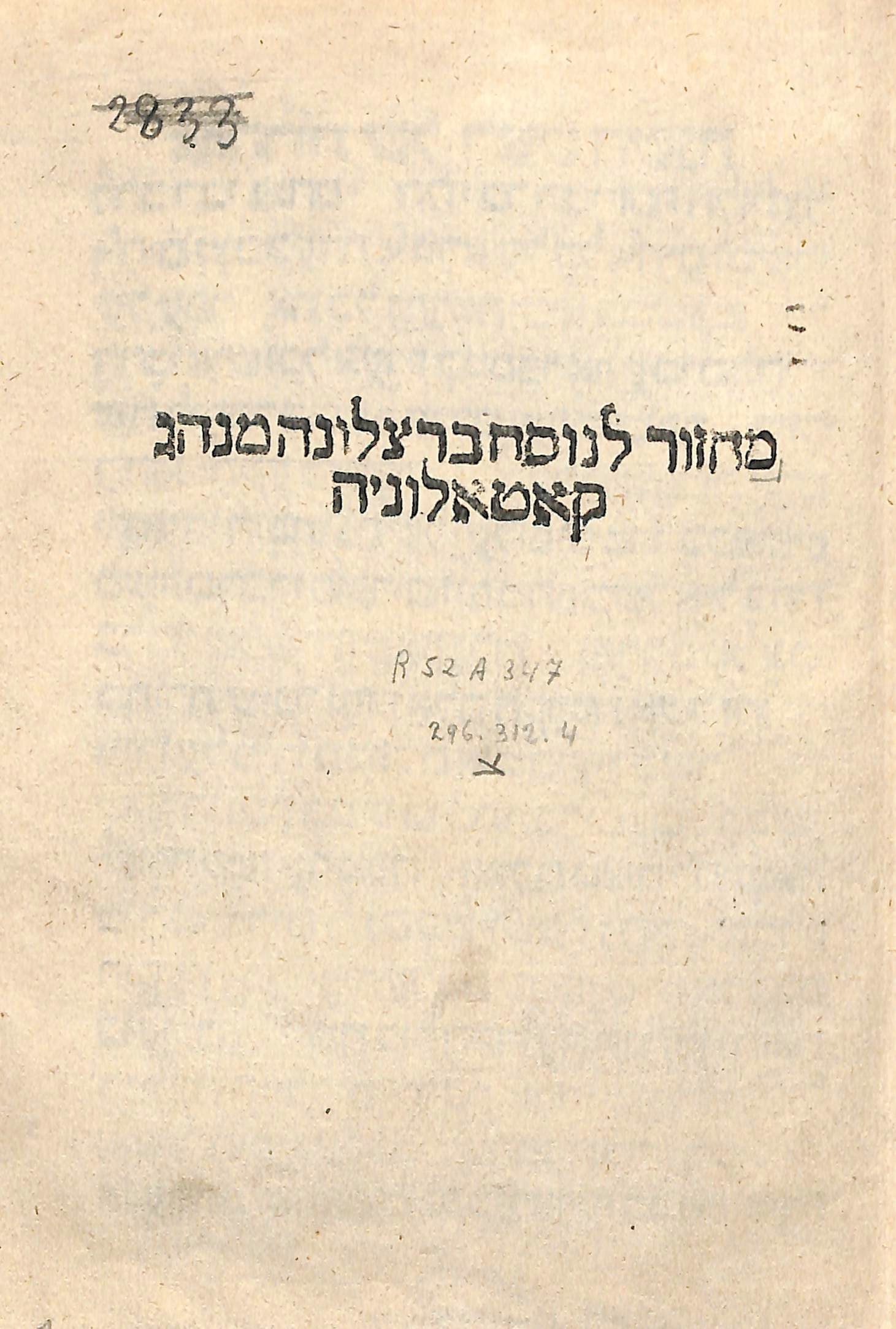
Maḥzor segons el ritu de Barcelona i el costum de Catalunya. Salònica, any 1527.

Els jueus de Catalunya van formar una comunitat a Salònica que es va anomenar Qatalan. Tot i ser una minoria, els jueus catalans van lluitar per tal de no fusionar-se amb les comunitats sefardites i van mantenir els seus antics costums. Els dirigents religiosos de les comunitats santes de Catalunya a Salònica van rebre el títol de Marbits Torà i no el títol de rabí. El primer que coneixem és Eliézer ha-Ximoní, que va arribar a Salònica el 1492. Va tenir una gran influència sobre totes les comunitats de Salònica i va ser un dels primers en signar els acords (Haskamot) dels savis. Posteriorment tenim notícia del famós Moixè Capsali. També tenim notícia del savi Yehudà ben Benveniste, que arribà també després de l'expulsió i va establir una biblioteca molt important. Un altre savi de la comunitat jueva catalana fou rabí Moixè Almosnino, Marbits Torà, exegeta i filòsof, fill de Barukh Almosnino, que havia reconstruït la sinagoga catalana després de l'incendi que hi va haver l'any 1545.
L'any 1515, la comunitat es va dividir en dos Qehalim que s'anomenaren Qatalan yaixan (Català antic) i Qatalan ḥadaix (Català nou).
L'any 1526 es va publicar per primera vegada el Maḥzor de Yamim Noraïm (dies temibles, o solemnes), conegut com a «Maḥzor le-nússaḥ Bartselona Minhag Catalunya». Segons el colofó, sabem que la impressió es va acabar la vespra de Yom Kippur de l'any 5287 (1526).
Els jueus catalans van publicar diverses reimpressions del Maḥzor al segle xix. L'any 1863 van imprimir una edició titulada «Maḥzor le-Roix ha-Xanà ve-Yom ha-Kippurim ke-Minhag Qahal qadoix Qatalan yaixan ve-ḥadaix aixer be-irenu zot Saloniqi». Aquesta edició fou publicada per Yitsḥaq Amariliyo.

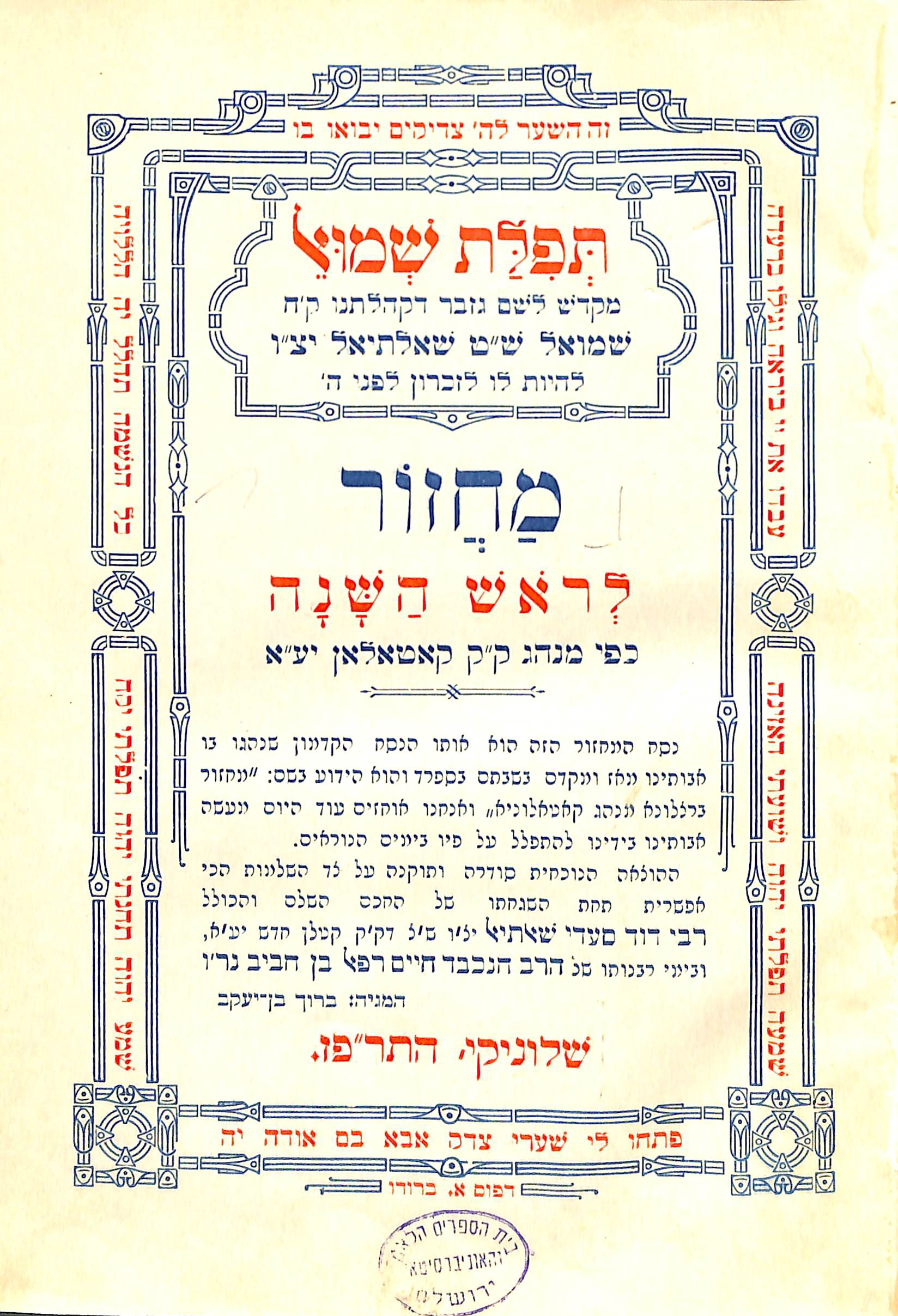
Maḥzor segons el costum de les comunitats santes Catalan (Vol. 1: Tefil·lat Xemuel). Salònica, 1927.

L'any 1869 es va imprimir el «Maḥzor ke-Minhag qahal qadoix Qatalan yaixan ve-ḥadaix», els editors foren: Moixè Yaaqov Ayaix i el rabí Ḥanokh Pipano, i els qui van dur a terme la impressió foren: David, anomenat Bekhor Yossef Arditi, Seadi Avraham Xealtiel. El maḥzor fou publicat amb el títol «Maḥzor le-Roix ha-Xanà kefi minhag Sefarad ba-qehilot ha-qedoixot Saloniqi», i inclou les pregàries de la comunitat d'Aragó i de les comunitats Qatalan yaixan ve-ḥadaix.
La comunitat jueva catalana de Salònica va existir com a tal fins a l'Holocaust. L'any 1927, van publicar una edició numerada en tres volums del maḥzor que portà per títol «Maḥzor le-yamim noraïm kefí Minhag q[ahal] q[adoix] Qatalan, ha-yadua be-xem nússaḥ Bartselona minhag Qatalunya». En el segon volum «Tefil·lat Yaaqov», hi ha una llarga introducció històrica sobre la comunitat jueva catalana i l'edició del Maḥzor escrita en judeo-espanyol, la mateixa introducció resumida es troba al primer volum «Tefil·lat Xemuel», escrita en hebreu. A continuació un fragment de la traducció de la versió hebrea: 
«Una de les perles més precioses que les nostres avantpassats van portar de l'exili de Catalunya, quan van haver de marxar exiliats, fou l'antic ordre de les pregàries de Roix ha-Xanà i Yom Kippur, conegut amb el nom 'nússaḥ Bartselona, minhag Qatalunya'.
I per causa de les desgràcies i la sacsejada de l'exili, que van arribar de forma fatal sobre els pobres refugiats errants, la majoria dels costums es van confondre i poc a poc gairebé tots es van difondre en un mateix ordre de pregàries anomenat nússaḥ Sefarad, gairebé tots, excepte algunes comunitats excepcionals que no van canviar els seus costums.
Els membres de la comunitat santa Qatalan de la nostra ciutat de Salònica no van canviar el seu costum, i fins al dia d'avui mantenen la tradició dels seus avantpassats i ofereixen les seves pregàries a Déu en els dies solemnes seguint l'antic nússaḥ que van portar de Catalunya.
Els jueus de Catalunya van ser els més destacats d'entre els seus germans de la resta de països de Sefarad, i n'eren superiors en saviesa i ciència. Les distingides comunitats de Barcelona es glorificaren en tot temps que de la seva comunitat van sortir grans rabins i prohoms que il·luminaren els ulls de tota la diàspora jueva. Hi havia una dita que solien dir els jueus sefardites: l'aire de Barcelona, et torna savi.»
La comunitat jueva catalana va ser totalment anihilada a l'Holocaust. Els pocs supervivents van emigrar a Israel després de la guerra entre els anys 1945 i 1947.

### L'Assentament al nord d'Àfrica (Algèria)
Les costes de Catalunya, València i Mallorca estan de front amb les costes d'Algèria i durant molt de temps aquestes terres van mantenir relacions comercials; també les comunitats jueves van mantenir estrets vincles. Després dels avalots de 1391 un gran grup de jueus catalans van fugir cap a les costes d'Algèria. Sabem que gran part dels jueus de Barcelona van fugir i es van establir a la ciutat d'Alger. En aquella època s'establiren al nord d'Àfrica tres regnes després de la caiguda dels Almohades, un a la zona que avui ocupa l'actual Marroc, un altre a Tunísia i un tercer a Algèria, que va ser governat per la dinastia de Beni-Ziyan des de l'antiga capital de Tlemcen. Podem afirmar de forma general que els jueus de Castella van anar cap al Marroc, mentre que els jueus de Catalunya, València, Mallorca i l'Aragó van anar cap a Algèria i Tunísia.

#### Els jueus d'Alger

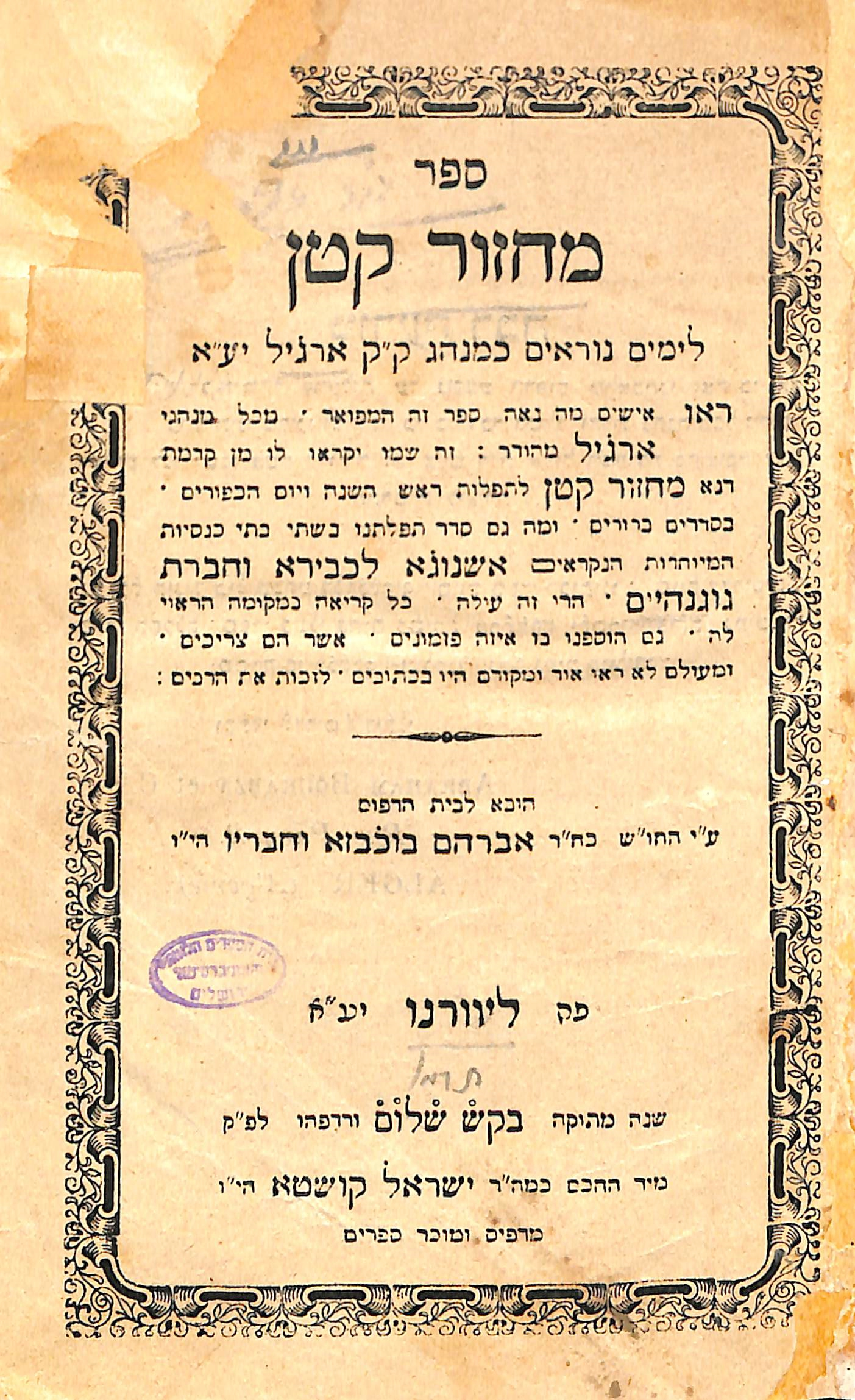
Maḥzor Qatan, segons el costum de les comunitats santes d'Alger, Liorna, 1886.

Els governants musulmans d'Algèria van rebre els exiliats jueus amb els braços oberts. En quant les autoritats cristianes van veure que els jueus, i també conversos, estaven fugint en vaixells cap a Algèria, van prohibir-los abandonar el país, van incrementar les persecucions i la fugida es va fer més difícil. Els jueus que es van establir a Algèria van rebre l'estatus de dhimmis com és habitual als països islàmics a canvi del pagament d'impostos. La situació dels jueus a Algèria abans de l'arribada dels exiliats era molt pobra, tant la seva situació econòmica com el nivell en els estudis de Torà. Els refugiats peninsulars van contribuir a aixecar l'economia del país gràcies a les activitats comercials amb les terres europees, i van millorar el nivell dels estudis de Torà.
Dos grans Rixonim, rabí Yitsḥaq bar Xéixet Perfet (Ribaix) i rabí Ximon ben Tsémaḥ Duran (Raixbats) van fugir cap a Algèria. El Ribaix havia estat durant molt temps el rabí de Catalunya, i el Raixbats, malgrat la seva gran preparació i coneixement de la Torà, s'havia dedicat a la professió mèdica. Al cap d'un temps el Ribaix va ser nomenat Mara de-Atra (màxima autoritat rabínica) i cap del Tribunal Rabínic de la comunitat d'Alger, i el Raixbats va ser nomenat Dayan (jutge) al seu tribunal. Quan el Ribaix va morir el Raixbats va ocupar el seu lloc. Els jueus d'Algèria van acceptar l'autoritat d'aquests dos grans rabins, els quals van ser seguits pels descendents del Raixbats, el seu fill rabí Xelomó ben Ximon (Raixbaix) i els seus alumnes. Al llarg de les generacions, els jueus d'Algèria han mantingut fidel i meticulosament el llegat espiritual i els costums que provenien de Catalunya. Fins als nostres dies, el Ribaix, el Raixbats i el Raixbaix són considerats els rabins principals d'Alger.
Una de les característiques de la forma de dictaminar halakhà dels rabins d'Alger al llarg de les generacions ha estat el respecte pels costums i les tradicions, el costum sempre ha estat per damunt de la halakhà, i aquesta és una característica que fou heretada del Bet Midraix del Ramban. En temes de halakhà a Alger sempre s'ha dictaminat seguint l'escola del Ribaix, el Raixbats i el Raixbaix, i no pas segons els dictàmens de Maran ha-Bet Yossef (Yossef Caro, i la seva obra el Xulḥan Arukh). De fet, els jueus d'Alger van seguir la forma de dictaminar heretada del Bet Midraix català del Ramban i el Raixba. Així, per exemple, va respondre rabí Avraham ibn Taua (1510-1580), net del Raixbats, a una pregunta que li van fer els rabins de Fes sobre una qüestió referent a les lleis del Xabbat:
«Resposta: Benvolguts rabins, Déu vos guard; sapigueu que nosaltres som [descendents dels] expulsats de la terra de Catalunya, i segons el que van acostumar els nostres pares de beneïda memòria en aquelles terres, així també nosaltres acostumem en aquests paratges on ens hem dispersat a causa dels nostres pecats. Vosaltres sabeu que els rabins de Catalunya, segons els dictàmens dels quals es fonamenten tots els costums de la nostra comunitat, són el Ramban, el Raixba, el Reah i el Ran, de beneïda memòria, i d'altres grans rabins que els van acompanyar en la seva generació, tot i que els seus dictàmens no van ser publicats. Per tant, no s'han de qüestionar els costums de la nostra comunitat, ja que per molt que no trobeu algun assumpte explícitament mencionat en els llibres, s'ha de suposar que van seguir el costum segons aquests grans rabins».
També pel que fa a l'ordre de les pregàries i els piyyutim els jueus d'Alger van ser estrictament conservadors amb els costums que van venir de Catalunya. El maḥzor minhag Alger, per exemple, va arribar de Catalunya pels volts de l'any 1391.

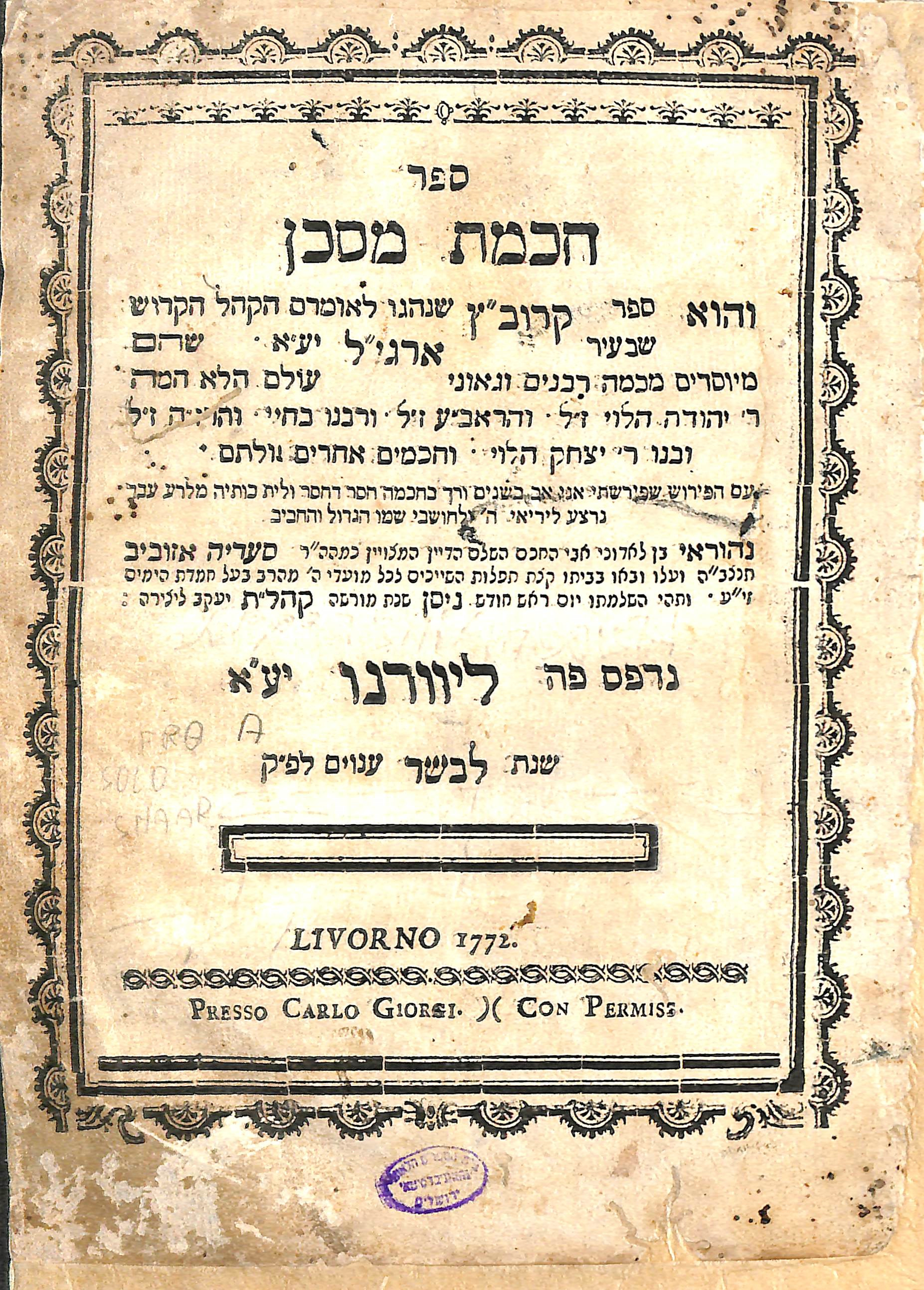
Ḥokhmat Miskén: ve-hú séfer Qrovats, Liorna 1772.

Al segle xviii van sorgir alguns erudits que van posar en dubte alguns dels costums antics dient que anaven en contra dels dictàmens del rabí Yitsḥaq Luria Aixkenazi (Arizal) (1534-1572). L'antic costum que provenia de Catalunya consistia en recitar piyyutim (i també oracions i súpliques) enmig de la pregària. Aquests argumentaven que s'havia de canviar el costum de la ciutat. Així doncs van començar a canviar el nússaḥ de les pregàries que havia estat vigent a Alger des de temps antic. Els rabins d'Alger s'hi van oposar argumentat que no es podia canviar el costum antic, però tot i això en les generacions següents, la majoria de sinagogues de la ciutat d'Alger van canviar el costum de l'oració i van adoptar el costum de l'Arizal (conegut com el costum dels cabalistes, minhag ha-mequbalim), i només en dues sinagogues es va continuar mantenint l'antic costum (conegut com el costum dels literalistes, minhag ha-paixtanim): a la Gran Sinagoga i a la sinagoga Yakhin u-Boaz (que més tard va canviar el nom a Societat Guggenheim).
Els piyyutim mencionats anteriorment, que es reciten en ocasió de Xabbatot especials i en les festivitats, etc., van ser editats en un llibre anomenat Qrovats. Els jueus paixtanim d'Alger han conservat fins al dia d'avui els textos i les melodies que van arribar a Alger durant el període del Ribaix i el Raixbats. Segons la tradició, mantenen les melodies originals que van arribar de Catalunya amb aquests grans savis.
L'any 2000 es va celebrar el Taller anual d'Etnomusicologia, que es va centrar en els costums i la tradició litúrgica del jueus d'Algèria. Hi van assistir cantors algerians provinents de França i Israel. El taller va ser enregistrat i avui es poden escoltar les gravacions al web de la Biblioteca Nacional d'Israel. Es va enregistrar la litúrgia de Xabbat, Roix Ḥódeix, Yamim Noraïm, festivitats, dejunis, i piyyutim per diverses celebracions. Malgrat que han transcorregut més de 600 anys, i de segur hi ha hagut alteracions, podem afirmar que la singularitat de la tradició litúrgica dels jueus d'Alger conserva en gran part la tradició dels cants litúrgics dels jueus de Catalunya a l'edat mitjana.

## Més informació
- Yitzhak Baer, Historia de los judíos en la España cristiana, Barcelona: Editorial Riopiedras, 1998.
- Jean Régné, History of the Jews in Aragon: regesta and documents, 1213-1327 Jerusalem: 1978.
- Yom Tov Assis, The Golden Age of Aragonese Jewry. Community and society in the Crown of Aragon, 1213-1327, London: 1997.
- Ariel Toaff, «The jewish communities of Catalonia, Aragon and Castile in 16th century Rome», Ariel Toaff, Simon Schwarzfuchs (eds.), The Mediterranean and the Jews. Banking, Finance and International Trade (XVI-XVIII centuries), Ramat Gan: Bar-Ilan University Press, 1989, pp. 259-270.
- Eduard Feliu i Mabres, «La trama i l'ordit de la historia dels jueus a la Catalunya medieval», I Congrés per a l'estudi dels jueus en territori de llengua catalana. Barcelona: 2001, pp. 9-29.
- La Catalunya jueva: catàleg de l'exposició celebrada a Girona al Museu d'Història de Catalunya, 2002; Inclou referències bibliogràfiques.
- Simon Schwarzfuchs, «La Catalogne et l'invention de Sefarad», Actes del I Congrés per a l'estudi dels jueus en territori de llengua catalana: Barcelona-Girona, del 15 al 17 d'octubre de 2001, Barcelona: Publicacions i Edicions de la Universitat de Barcelona, 2004, pp. 185-208.
- Història de la Catalunya jueva: Vida i mort de les comunitats jueves de la Catalunya Medieval / Sílvia Planas, Manuel Forcano; fotografia, Josep M. Oliveras. 2009, Inclou referències bibliogràfiques.
- Manuel Forcano, Els jueus catalans: La història que mai no t'han explicat, Barcelona: Angle Editorial, 2014.